# Guincourt
Ne doit pas être confondu avec Guinecourt.
Guincourt est une commune française située dans le département des Ardennes, en région Grand Est.

## Géographie

### Localisation
| Saint-Loup-Terrier | Saint-Loup-Terrier | Saint-Loup-Terrier |
| Saint-Loup-Terrier | Guincourt          | Tourteron          |
| Écordal            | Tourteron          | Tourteron          |

### Principaux lieux-dits et écarts

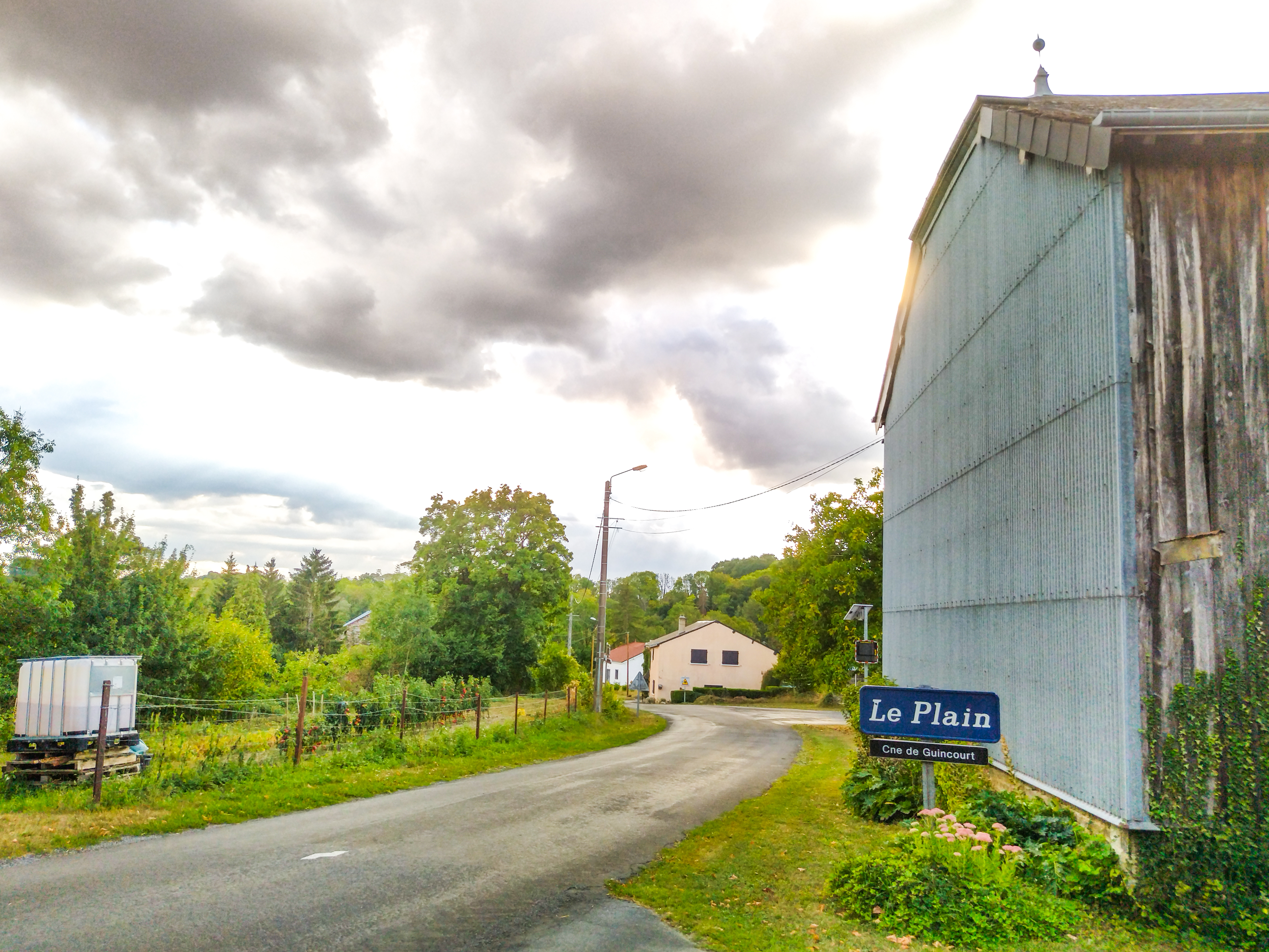
Hameau du Plain.

- Le Plain
- Hurtebise et ses Vergers
- La Saintinerie
- Le Pré Boulet
- La Jeanne Blanche
- Le Château

### Hydrographie
La commune est dans la région hydrographique « la Seine du confluent de l'Oise (inclus) à l'embouchure » au sein du bassin Seine-Normandie. Elle est drainée par le ruisseau de Saint-Lambert, le cours d'eau 01 de la commune de Tourteron et divers autres petits cours d'eau,.
Le ruisseau de Saint-Lambert, d'une longueur de 21 km, prend sa source dans la commune de Baâlon et se jette  dans l'Aisne à Attigny, après avoir traversé neuf communes.

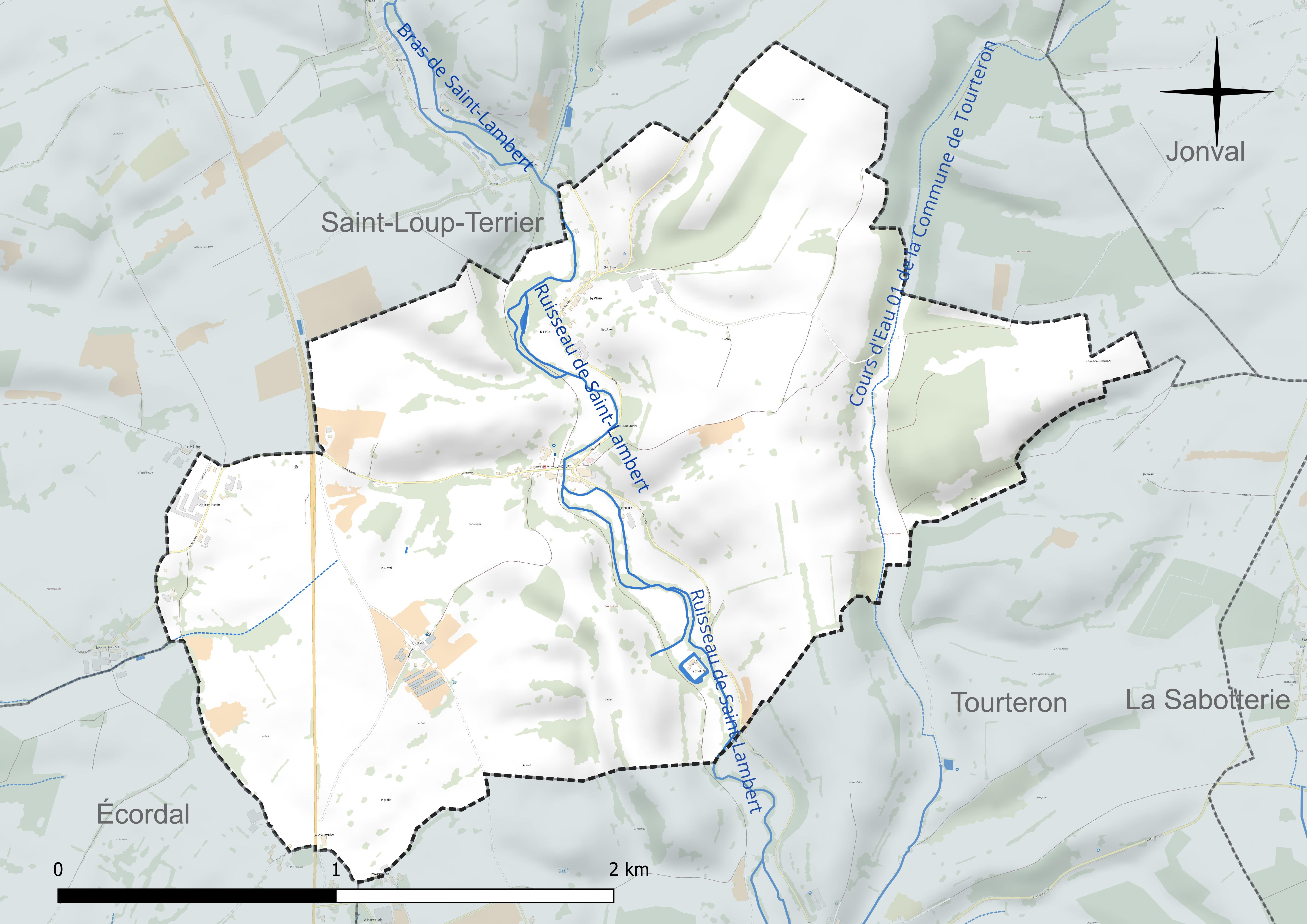
Réseau hydrographique de Guincourt.

### Climat
Pour des articles plus généraux, voir Climat du Grand Est et Climat des Ardennes.
En 2010, le climat de la commune est de type climat des marges montargnardes, selon une étude du Centre national de la recherche scientifique s'appuyant sur une série de données couvrant la période 1971-2000. En 2020, Météo-France publie une typologie des climats de la France métropolitaine dans laquelle la commune est exposée à un climat océanique altéré et est dans la région climatique Nord-est du bassin Parisien, caractérisée par un ensoleillement médiocre, une pluviométrie moyenne régulièrement répartie au cours de l’année et un hiver froid (3 °C).
Pour la période 1971-2000, la température annuelle moyenne est de 9,9 °C, avec une amplitude thermique annuelle de 15,7 °C. Le cumul annuel moyen de précipitations est de 873 mm, avec 13,3 jours de précipitations en janvier et 9,4 jours en juillet. Pour la période 1991-2020, la température moyenne annuelle observée sur la station météorologique de Météo-France la plus proche, « Launois-sur-Vence_sapc », sur la commune de Launois-sur-Vence à 12 km à vol d'oiseau, est de 10,5 °C et le cumul annuel moyen de précipitations est de 889,5 mm. 
La température maximale relevée sur cette station est de 39,4 °C, atteinte le 25 juillet 2019 ; la température minimale est de −12,8 °C, atteinte le 7 février 2012,,.
Les paramètres climatiques de la commune ont été estimés pour le milieu du siècle (2041-2070) selon différents scénarios d'émission de gaz à effet de serre à partir des nouvelles projections climatiques de référence DRIAS-2020. Ils sont consultables sur un site dédié publié par Météo-France en novembre 2022.

## Urbanisme

### Typologie
Au 1er janvier 2024, Guincourt est catégorisée commune rurale à habitat très dispersé, selon la nouvelle grille communale de densité à 7 niveaux définie par l'Insee en 2022.
Elle est située hors unité urbaine. Par ailleurs la commune fait partie de l'aire d'attraction de Charleville-Mézières, dont elle est une commune de la couronne,. Cette aire, qui regroupe 132 communes, est catégorisée dans les aires de 50 000 à moins de 200 000 habitants,.

### Occupation des sols
L'occupation des sols de la commune, telle qu'elle ressort de la base de données européenne d’occupation biophysique des sols Corine Land Cover (CLC), est marquée par l'importance des territoires agricoles (93,7 % en 2018), une proportion identique à celle de 1990 (93,7 %). La répartition détaillée en 2018 est la suivante : 
prairies (67,1 %), terres arables (26,6 %), forêts (6,3 %). L'évolution de l’occupation des sols de la commune et de ses infrastructures peut être observée sur les différentes représentations cartographiques du territoire : la carte de Cassini (XVIIIe siècle), la carte d'état-major (1820-1866) et les cartes ou photos aériennes de l'IGN pour la période actuelle (1950 à aujourd'hui).

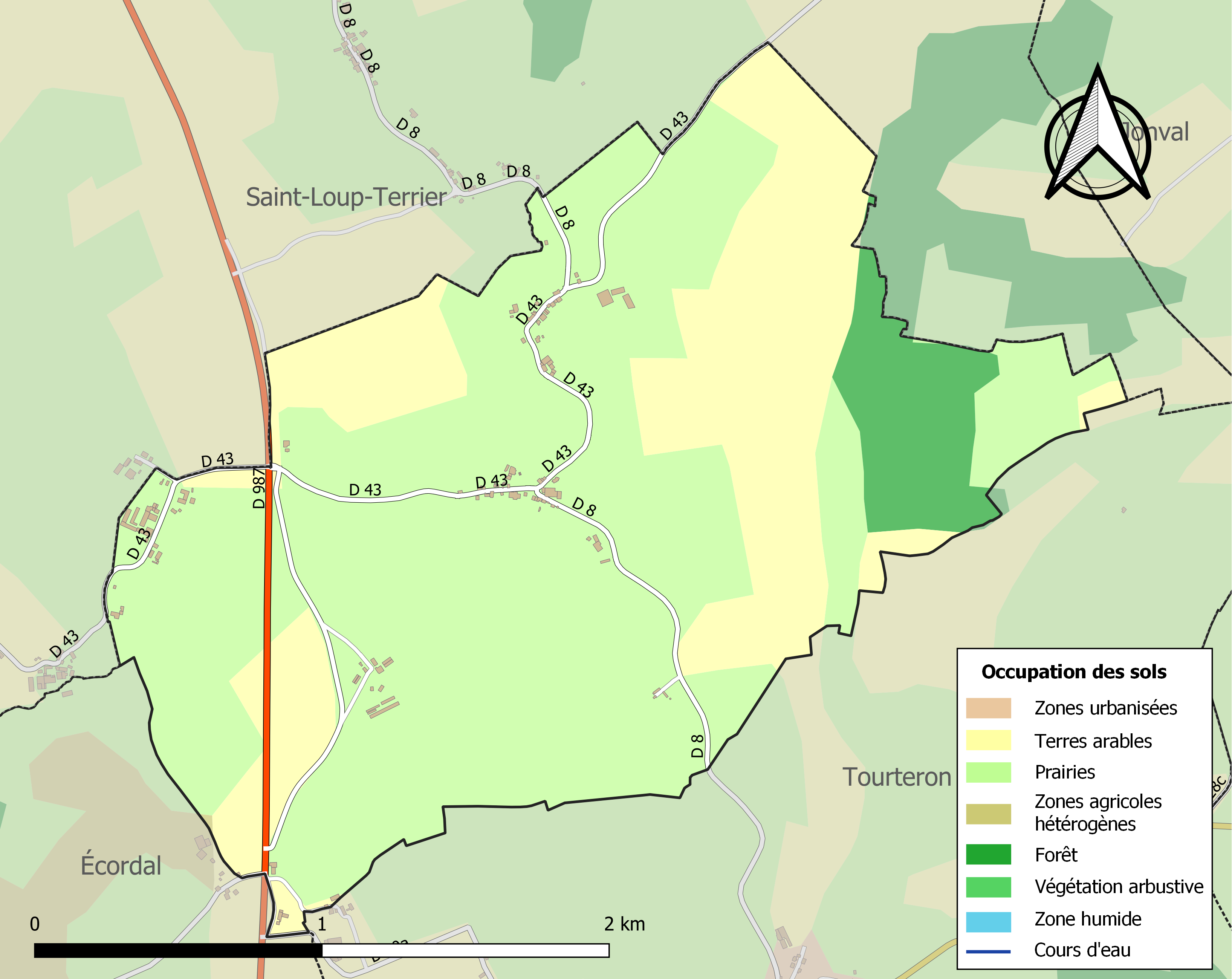
Carte des infrastructures et de l'occupation des sols de la commune en 2018 (CLC).

## Politique et administration

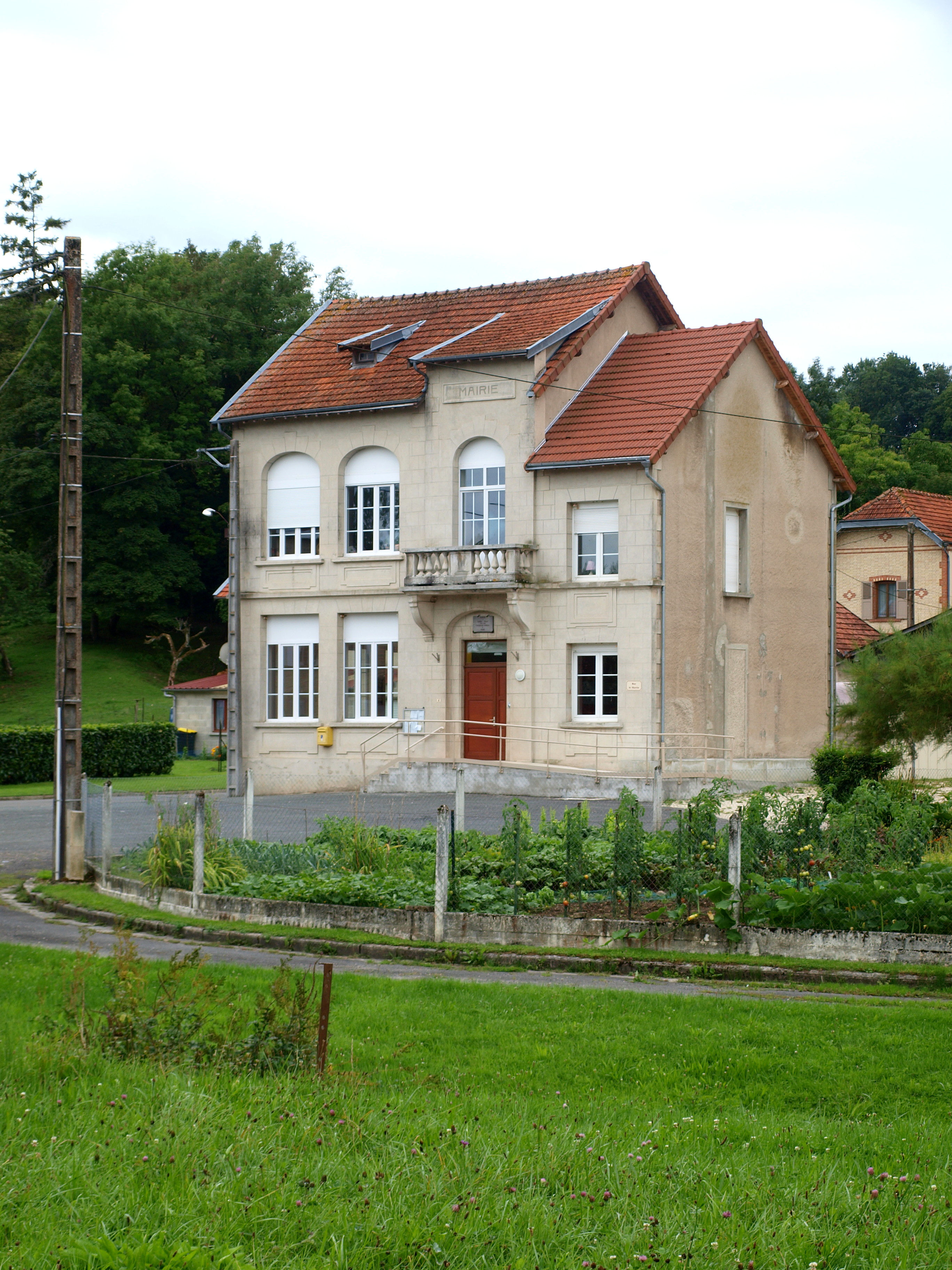
Mairie de Guincourt

| Période                                  | Période                   | Identité          | Étiquette | Qualité     |
| ---------------------------------------- | ------------------------- | ----------------- | --------- | ----------- |
| avant 1875                               | après 1876                | Tellier           |           |             |
| 1879                                     |                           | Gendarme          |           |             |
| mars 2001                                | mai 2020                  | Jean-Michel Thiry |           |             |
| mars 2001                                | En cours (au 26 mai 2020) | Dominique Pierre  |           | Agriculteur |
| Les données manquantes sont à compléter. |                           |                   |           |             |

## Démographie
L'évolution du nombre d'habitants est connue à travers les recensements de la population effectués dans la commune depuis 1793. Pour les communes de moins de 10 000 habitants, une enquête de recensement portant sur toute la population est réalisée tous les cinq ans, les populations de référence des années intermédiaires étant quant à elles estimées par interpolation ou extrapolation. Pour la commune, le premier recensement exhaustif entrant dans le cadre du nouveau dispositif a été réalisé en 2005.

En 2022, la commune comptait 74 habitants, en évolution de −17,78 % par rapport à 2016 (Ardennes : −2,97 %, France hors Mayotte : +2,11 %).
| 1793 | 1800 | 1806 | 1821 | 1831 | 1836 | 1841 | 1846 | 1851 |
| ---- | ---- | ---- | ---- | ---- | ---- | ---- | ---- | ---- |
| 318  | 406  | 410  | 424  | 479  | 488  | 471  | 473  | 422  |

| 1866 | 1872 | 1876 | 1881 | 1886 | 1891 | 1896 | 1901 | 1906 |
| ---- | ---- | ---- | ---- | ---- | ---- | ---- | ---- | ---- |
| 351  | 334  | 319  | 295  | 306  | 249  | 233  | 211  | 211  |

| 1911 | 1921 | 1926 | 1931 | 1936 | 1946 | 1954 | 1962 | 1968 |
| ---- | ---- | ---- | ---- | ---- | ---- | ---- | ---- | ---- |
| 190  | 122  | 124  | 128  | 148  | 140  | 128  | 122  | 99   |

| 1975 | 1982 | 1990 | 1999 | 2005 | 2006 | 2010 | 2015 | 2020 |
| ---- | ---- | ---- | ---- | ---- | ---- | ---- | ---- | ---- |
| 85   | 77   | 78   | 95   | 99   | 97   | 96   | 88   | 78   |

| 2022 | - | - | - | - | - | - | - | - |
| ---- | - | - | - | - | - | - | - | - |
| 74   | - | - | - | - | - | - | - | - |

## Culture locale et patrimoine

### Lieux et monuments
- Église Saint-Martin de Guincourt.

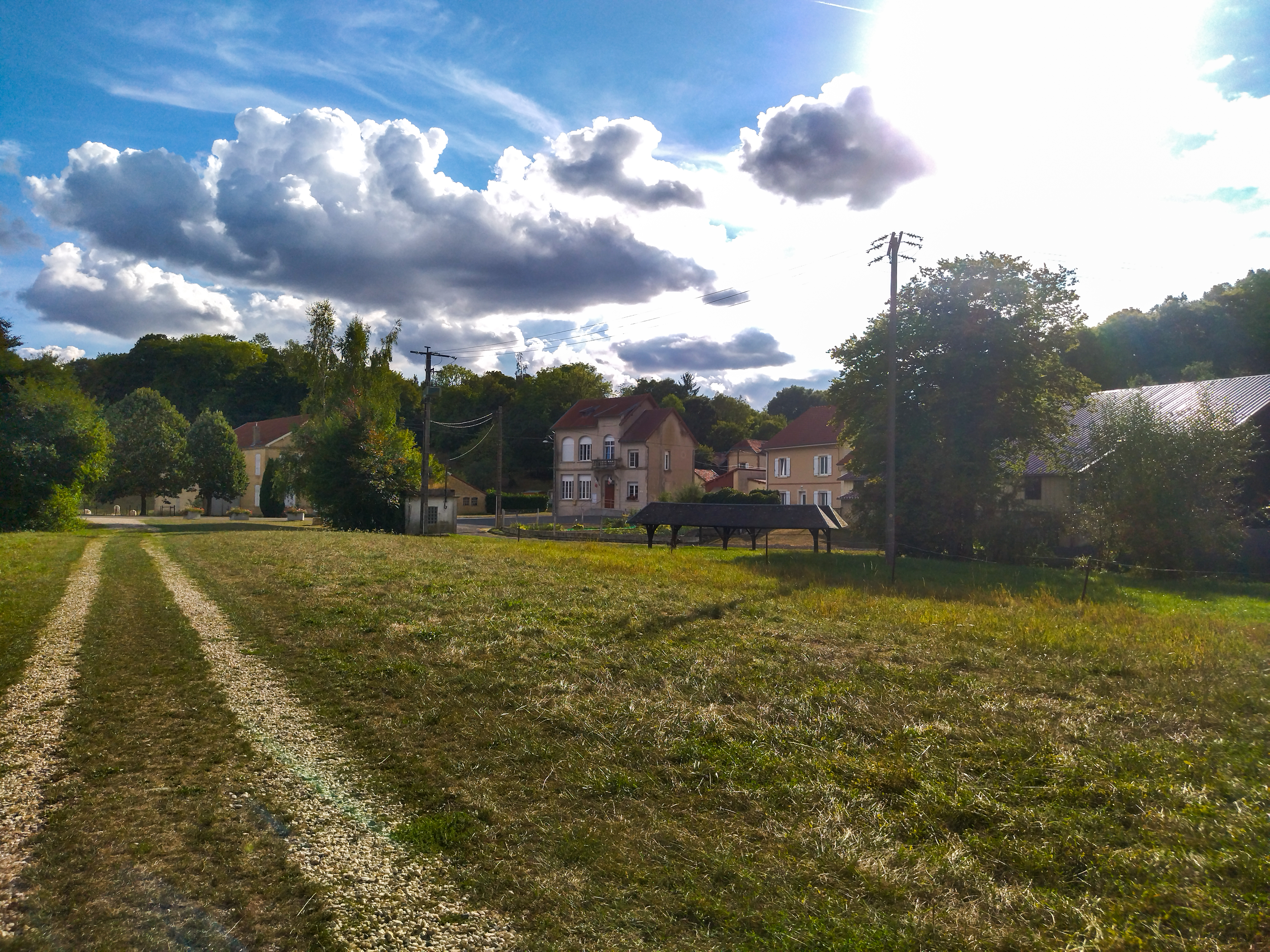
Village de Guincourt.
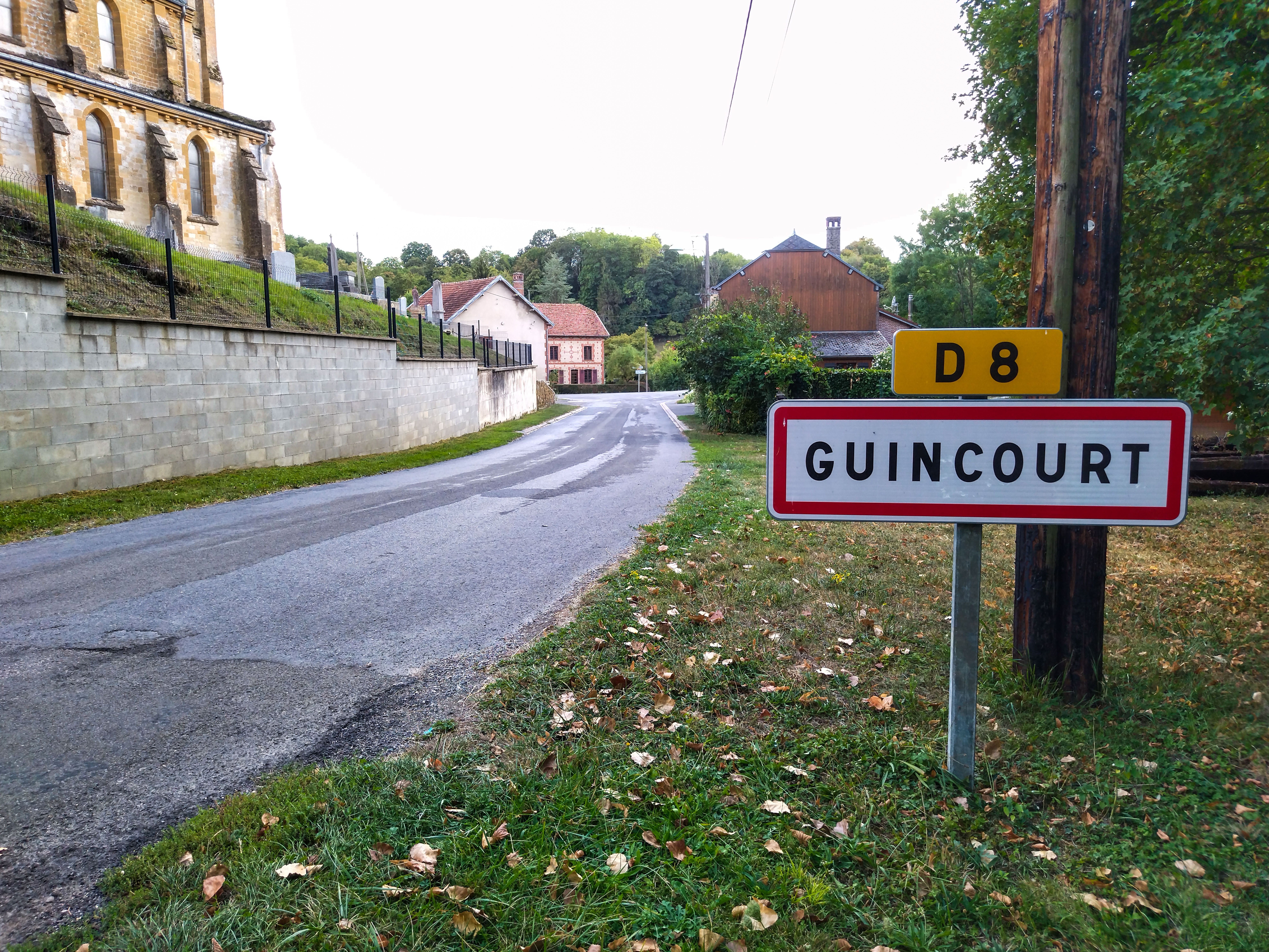
Entrée du village en venant de Bouvellemont.
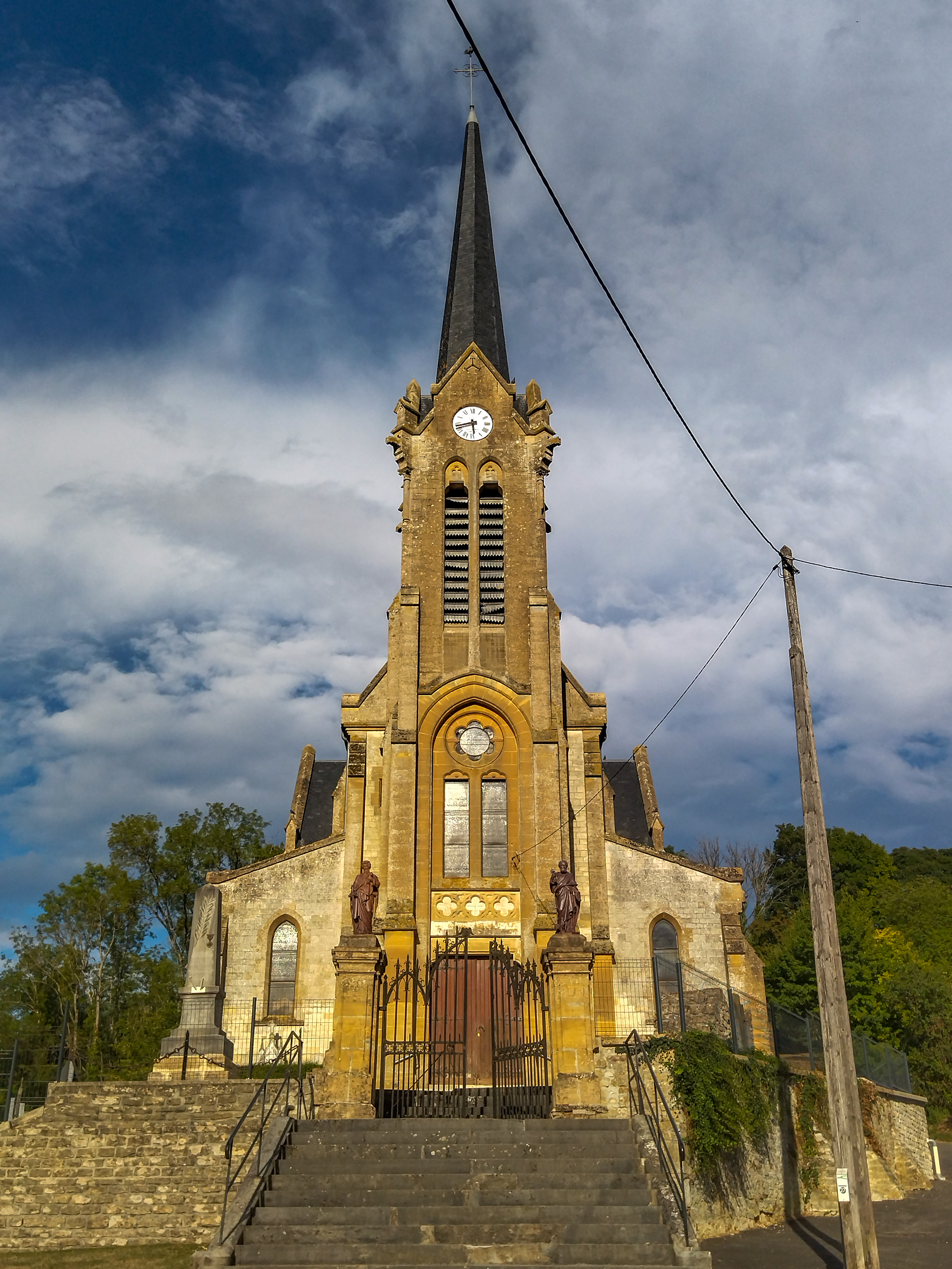
Façade ouest de l'église Saint-Martin de Guincourt.
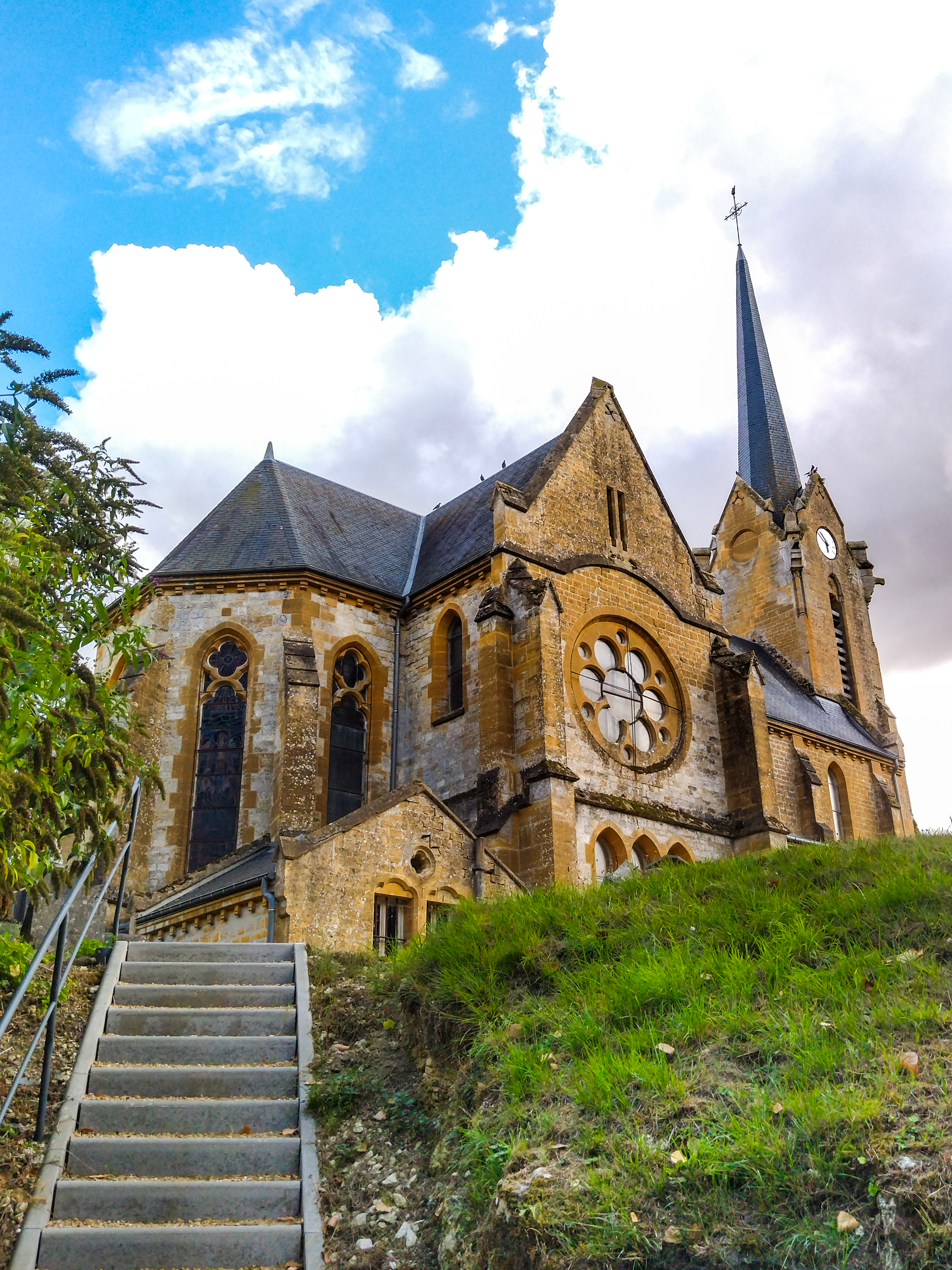
Façade nord de l'église Saint-Martin de Guincourt.
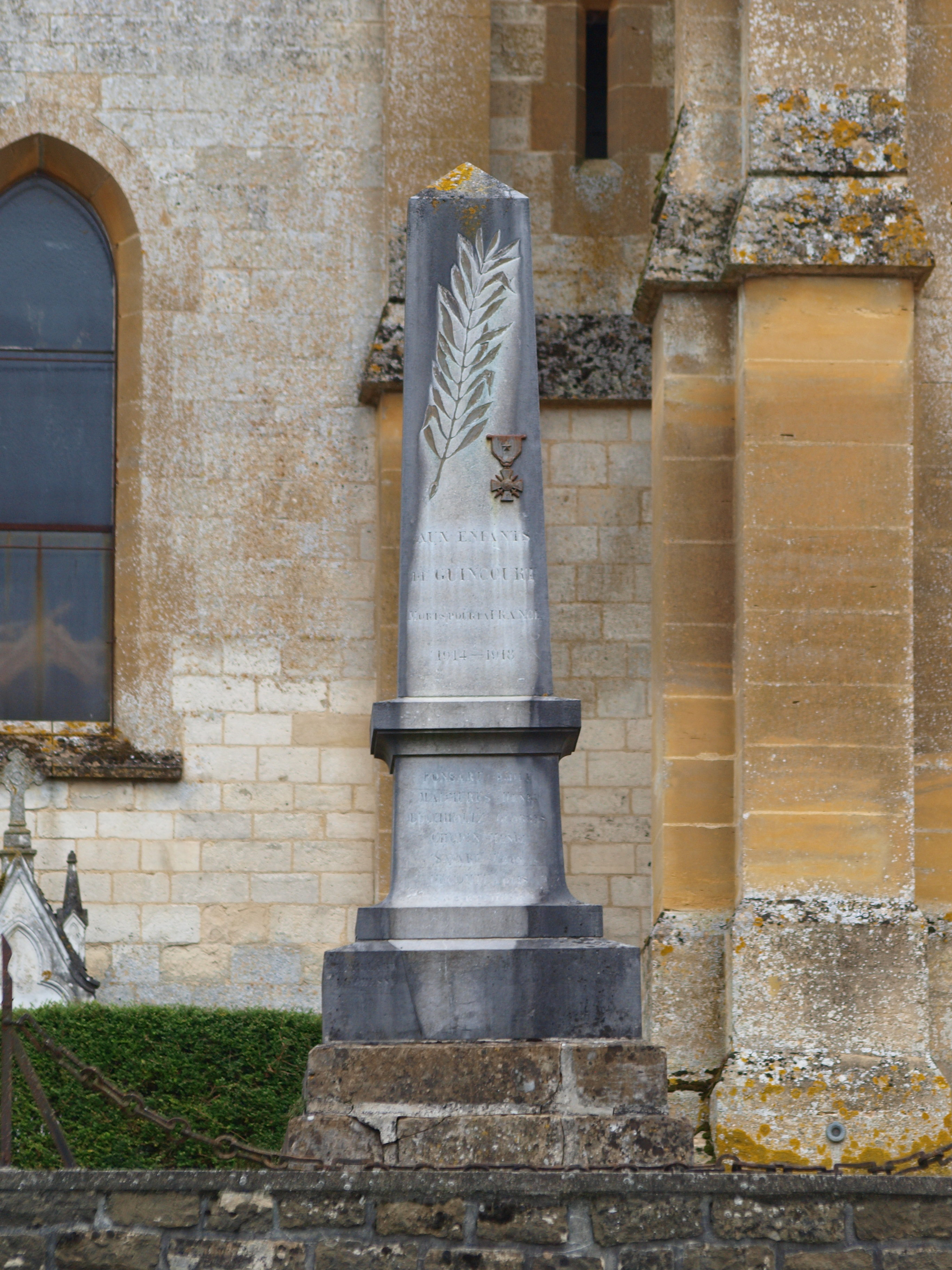
Monument aux morts.
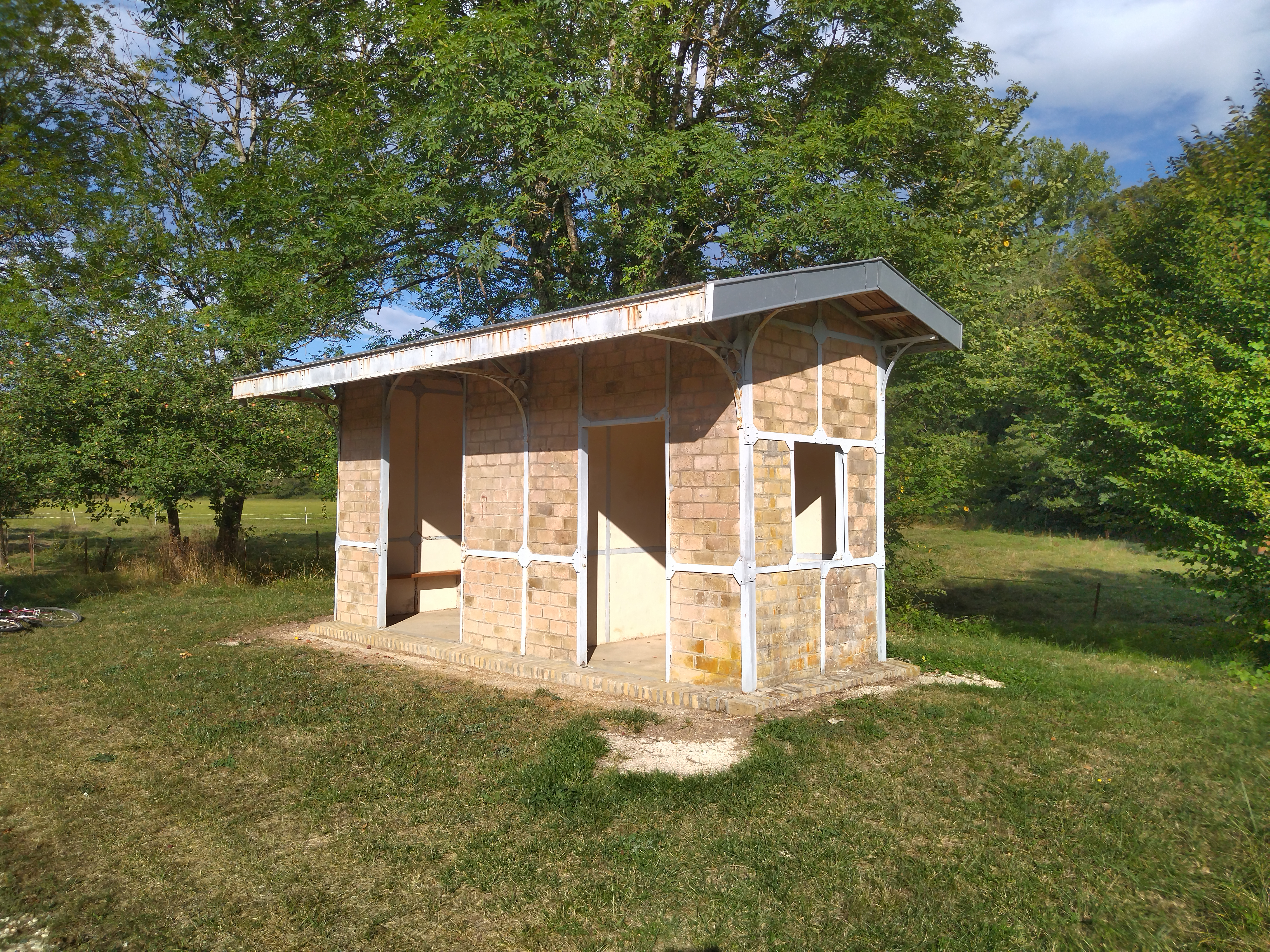
Ancienne station ferroviaire de Guincourt.
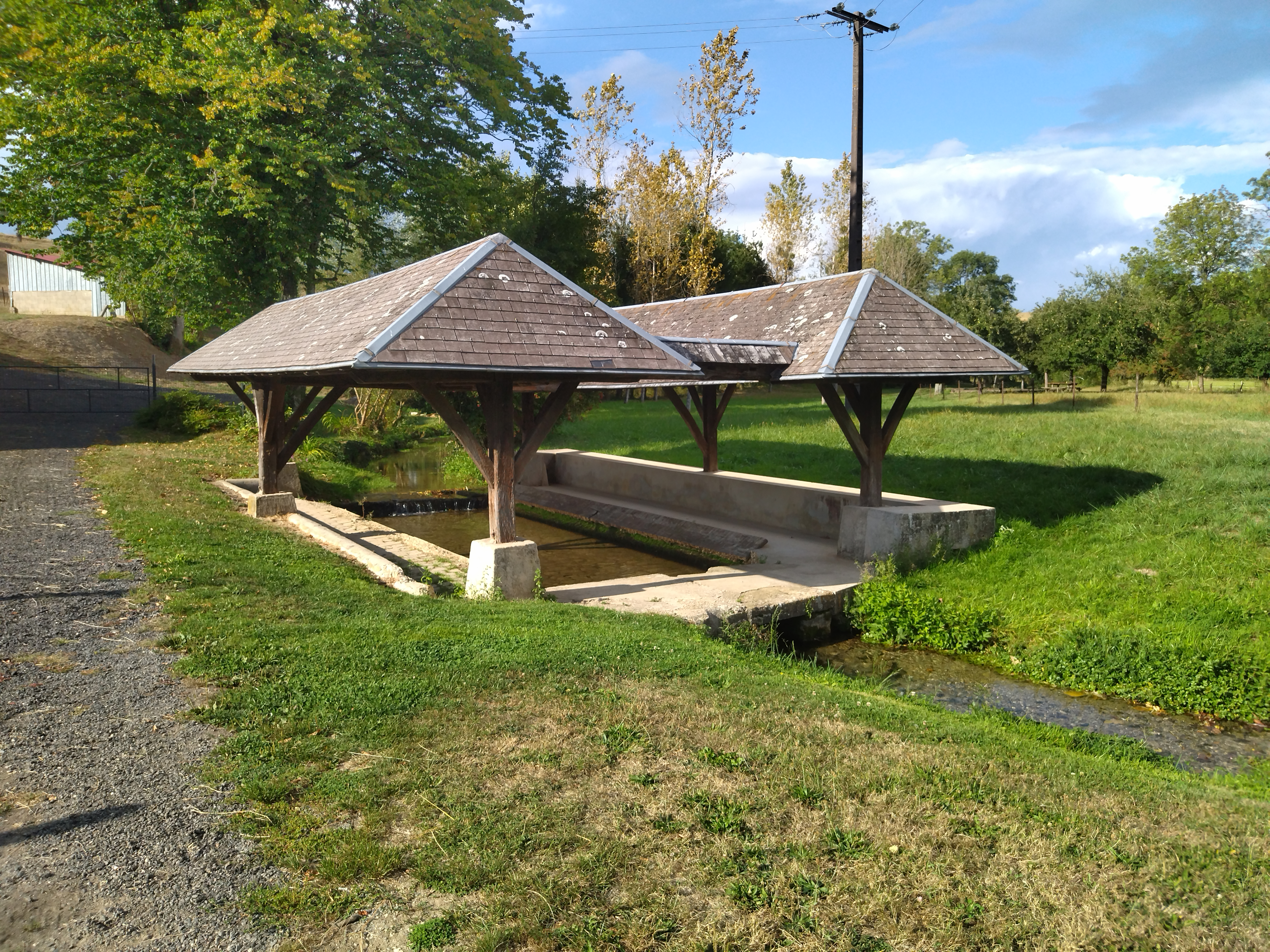
Le lavoir.
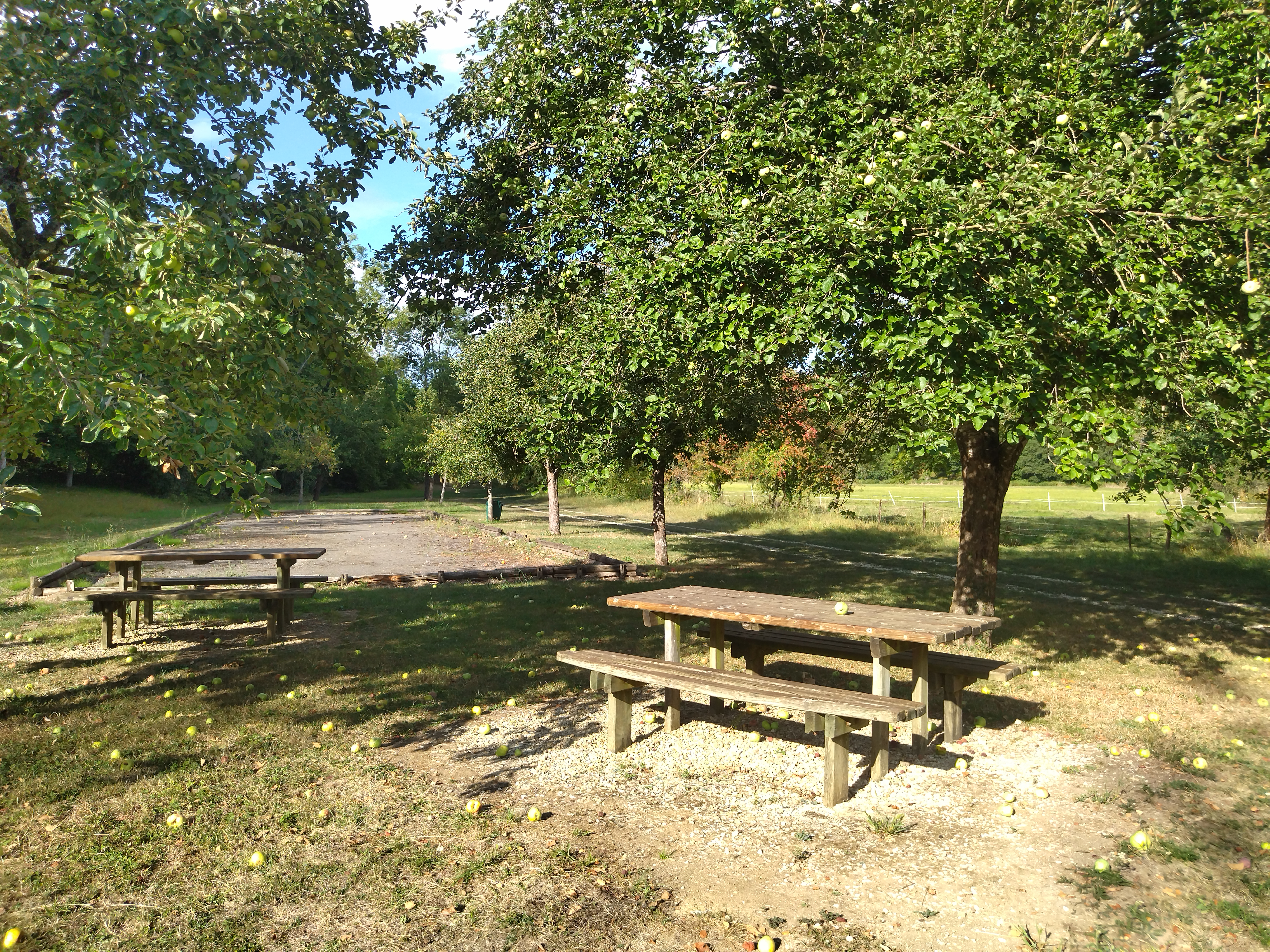
Terrain de pétanque.
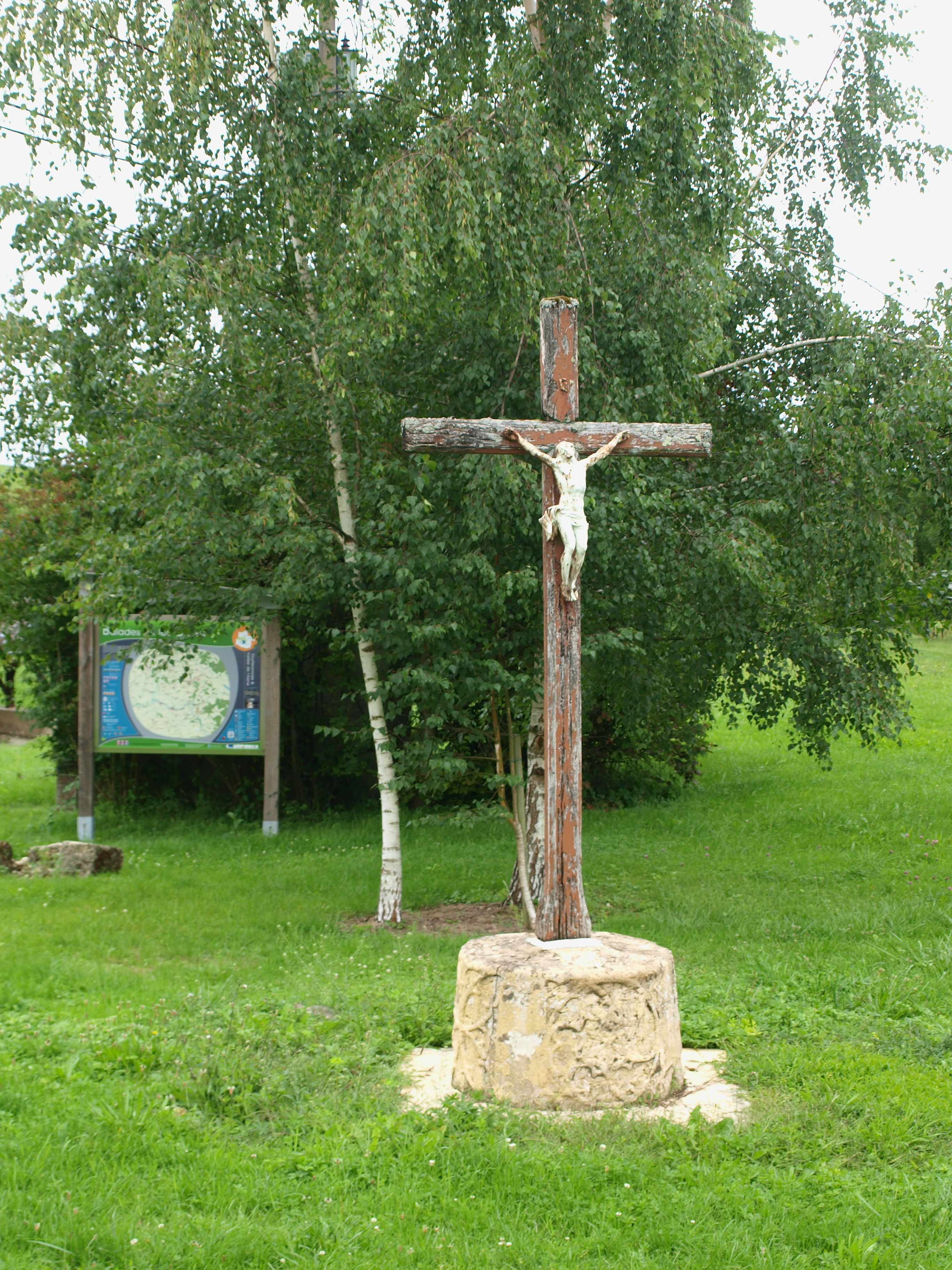
Croix de chemin.
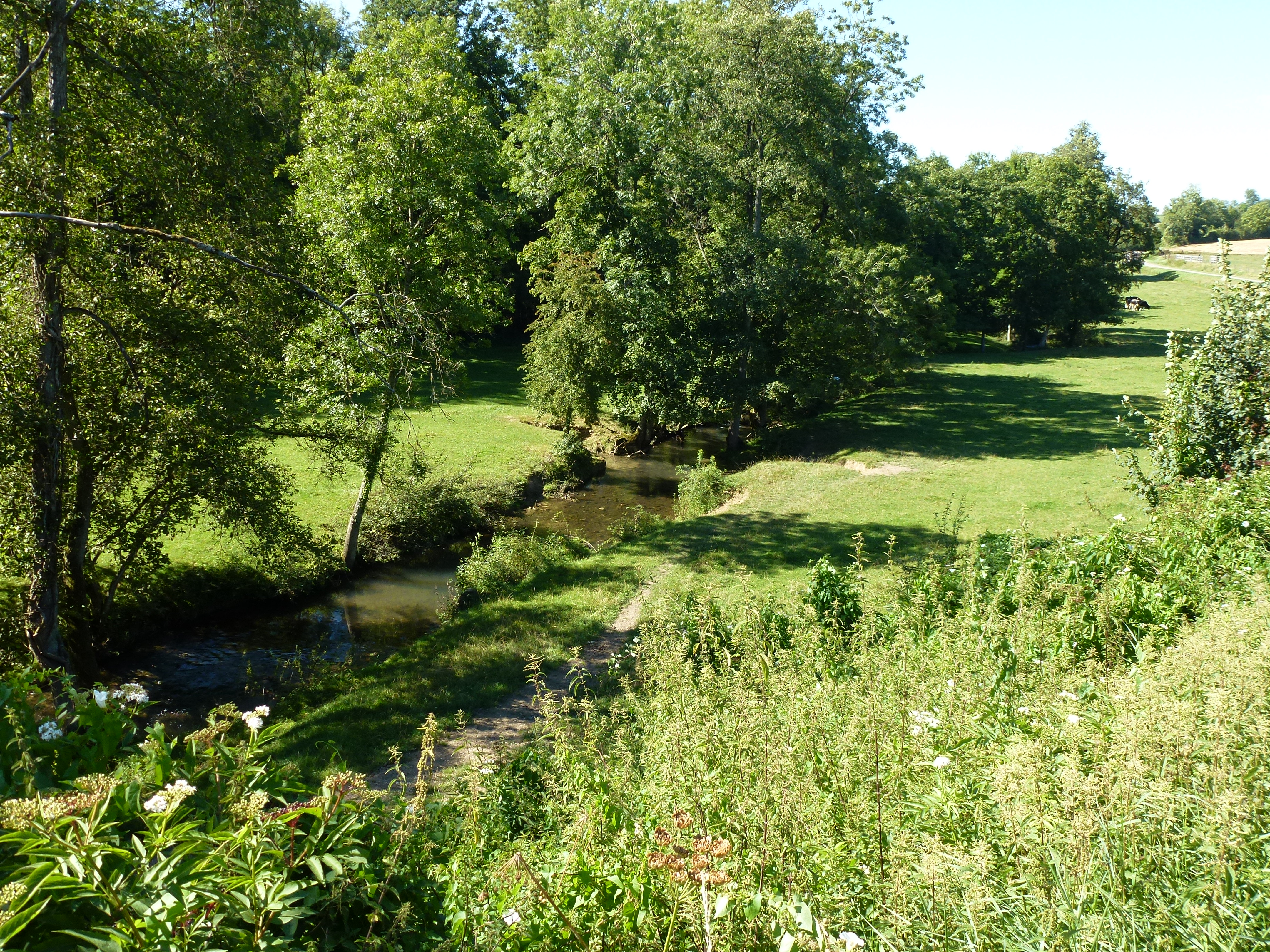
Ruisseau de Saint-Lambert.

### Personnalités liées à la commune
- Jean de Schulemberg (1597-1671), comte de Montdejeu, maréchal de France.
- Antoine Yvan (1880-1914), écrivain français, mort dans les combats autour de la commune en août 1914.

### Héraldique
| Blason de Guincourt | Blason  | De sable à la bande coticée d'or chargée de trois grappes de deux cerises chacune de gueules tigées de sinople, posées à plomb ; au chef d'argent chargé de trois mouchetures d'hermine de sable.                      |
| Blason de Guincourt | Détails | Le blason évoque les anciens seigneurs (les familles de Bohan et d'Averhoult), et les cerises une ancienne production fruitière qui faisait la renommée de Guincourt. Le statut officiel du blason reste à déterminer. |